# Marco Franceschini
Marco Franceschini, né le 7 avril 1960 à La Spezia (Ligurie), est un coureur cycliste italien, professionnel de 1982 à 1989. 

## Palmarès
- 1984
  - Grand Prix de Larciano
- 1986
  - Tour du Trentin
- 1989
  - 2e du Mémorial Nencini

## Résultats sur les grands tours

### Tour de France
1 participation
- 1983 : abandon (14e étape)

### Tour d'Italie
6 participations
- 1982 : 106e
- 1984 : 114e
- 1985 : abandon (8eb étape)
- 1986 : 74e
- 1987 : 91e
- 1988 : 25e

### Tour d'Espagne
2 participations
- 1988 : 96e
- 1989 : abandon (7e étape)